# Odległość
Odległość – wartość metryki. Potocznie rozumie się pod tą nazwą metrykę euklidesową, daną równaniem:
{\displaystyle d(A,B)={\sqrt {(x_{1A}-x_{1B})^{2}+(x_{2A}-x_{2B})^{2}+\ldots +(x_{nA}-x_{nB})^{2}}}={\sqrt {\sum \limits _{i=1}^{n}(x_{iA}-x_{iB})^{2}}}}
W przestrzeni trójwymiarowej wzór ma formę:
{\displaystyle d(A,B)={\sqrt {(x_{A}-x_{B})^{2}+(y_{A}-y_{B})^{2}+(z_{A}-z_{B})^{2}}}}
Odległość euklidesowa między dwoma punktami jest równa długości odcinka łączącego te punkty.

## Metryka miejska
Czasem nawet w życiu codziennym stosowane są inne metryki niż euklidesowa, np. odległość w mieście mierzymy zwykle wzdłuż ulic. Matematycy podobne pojęcie nazywają metryką miejską.

## Metryka sferyczna
Podobnie mierząc odległości odległych punktów na powierzchni Ziemi stosuje się metrykę geometrii sferycznej.

## Metryka czasoprzestrzenna
W ogólnej teorii względności odpowiednikiem odległości dwóch punktów jest interwał czasoprzestrzenny.